# Mehdi Jomaa
Mehdi Jomaa, (Arabiska: مهدي جمعة),  född 21 april 1962, är en tunisisk politiker som var Tunisiens premiärminister mellan 10 januari 2014 och 6 februari 2015. Dessförinnan var han landets industriminister 2013-2014. 

## Privatliv
Jomaa är gift och har fem barn.